# Slovakiens premiärminister
Slovakiens premiärminister är landets regeringschef och de facto främsta utövare av den verkställande makten. Premiärministern utnämns av Slovakiens president och är ledaren för det politiska parti eller koalition av partier som kan uppbåda störst stöd i nationalrådet (parlamentarism). Premiärministern nominerar övriga ministrar som utnämns av presidenten efter att regeringen godkänts av nationalrådet.
Premiärministern benämns Predsedov vlády på slovakiska, vilket betyder regeringens ordförande. Landets första premiärminister efter självständighet i samband med Tjeckoslovakiens delning 1993 var Vladimír Mečiar. Första slovakiska republiken existerade 1939–1945 och var en lydstat till Nazityskland.

## Lista över Slovakiens premiärministrar[1]
| Jozef Tiso (1887–1947) |                              | 14 mars 1939     | 17 oktober 1939  | HSL'S-SSNJ       |                  |                 |
| Vojtech Tuka (1880–1946) |                              | 27 oktober 1939  | 5 september 1944 | HSL'S-SSNJ       |                  |                 |
| Štefan Tiso (1897–1959) |                              | 5 september 1944 | 4 april 1945     | HSL'S-SSNJ       |                  |                 |
| \| Nr \| Namn \| Porträtt \| Val \| Tillträdde \| Avgick \| Politiskt parti \| \| --- \| ---------------------------- \| -------- \| --------- \| ---------------- \| ---------------- \| --------------- \| \| 1 \| Vladimír Mečiar (född 1942) \| \| 1992 \| 1 januari 1993 \| 16 mars 1994 \| HZDS \| \| 2 \| Jozef Moravčík (född 1945) \| \| — \| 16 mars 1994 \| 13 december 1994 \| Oberoende \| \| (1) \| Vladimír Mečiar (född 1942) \| \| 1994 \| 13 december 1994 \| 29 oktober 1998 \| HZDS \| \| 3 \| Mikuláš Dzurinda (född 1955) \| \| 1998 2002 \| 30 oktober 1998 \| 4 juli 2006 \| SDKÚ-DS \| \| 4 \| Robert Fico (född 1964) \| \| 2006 \| 4 juli 2006 \| 8 juli 2010 \| SMER–SD \| \| 5 \| Iveta Radičová (född 1956) \| \| 2010 \| 8 juli 2010 \| 4 april 2012 \| SDKÚ-DS \| \| (4) \| Robert Fico (född 1964) \| \| 2012 2016 \| 4 april 2012 \| 22 mars 2018 \| SMER–SD \| \| 6 \| Peter Pellegrini (född 1975) \| \| – \| 22 mars 2018 \| 21 mars 2020 \| SMER–SD \| \| 7 \| Igor Matovič (född 1973) \| \| 2020 \| 21 mars 2020 \| 1 april 2021 \| OĽaNO \| \| 7 \| Eduard Heger (född 1976) \| \| – \| 1 april 2021 \| 15 maj 2023 \| OĽaNO \| \| 8 \| Ľudovít Ódor (född 1976) \| \| – \| 15 maj 2023 \| 25 oktober 2023 \| Oberoende \| \| (4) \| Robert Fico (född 1964) \| \| 2023 \| 25 oktober 2023 \| Nuvarande \| SMER–SD \| |                              |                  |                  |                  |                  |                 |
| Nr | Namn                         | Porträtt         | Val              | Tillträdde       | Avgick           | Politiskt parti |
| 1 | Vladimír Mečiar (född 1942)  |                  | 1992             | 1 januari 1993   | 16 mars 1994     | HZDS            |
| 2 | Jozef Moravčík (född 1945)   |                  | —                | 16 mars 1994     | 13 december 1994 | Oberoende       |
| (1) | Vladimír Mečiar (född 1942)  |                  | 1994             | 13 december 1994 | 29 oktober 1998  | HZDS            |
| 3 | Mikuláš Dzurinda (född 1955) |                  | 1998 2002        | 30 oktober 1998  | 4 juli 2006      | SDKÚ-DS         |
| 4 | Robert Fico (född 1964)      |                  | 2006             | 4 juli 2006      | 8 juli 2010      | SMER–SD         |
| 5 | Iveta Radičová (född 1956)   |                  | 2010             | 8 juli 2010      | 4 april 2012     | SDKÚ-DS         |
| (4) | Robert Fico (född 1964)      |                  | 2012 2016        | 4 april 2012     | 22 mars 2018     | SMER–SD         |
| 6 | Peter Pellegrini (född 1975) |                  | –                | 22 mars 2018     | 21 mars 2020     | SMER–SD         |
| 7 | Igor Matovič (född 1973)     |                  | 2020             | 21 mars 2020     | 1 april 2021     | OĽaNO           |
| 7 | Eduard Heger (född 1976)     |                  | –                | 1 april 2021     | 15 maj 2023      | OĽaNO           |
| 8 | Ľudovít Ódor (född 1976)     |                  | –                | 15 maj 2023      | 25 oktober 2023  | Oberoende       |
| (4) | Robert Fico (född 1964)      |                  | 2023             | 25 oktober 2023  | Nuvarande        | SMER–SD         |